# Vejby-Tibirke Sognekommune
Vejby-Tibirke var en sognekommune, der blev oprettet i 1842 i forbindelse med oprettelsen af det almindelige landkommunalvæsen. Ved kommunalreformen i 1970 blev kommunen lagt sammen med en række andre sognekommuner til den nye Helsinge Kommune.
Kommunen lå i Holbo Herred og bestod af Vejby Sogn med Vejby Kirke og Tibirke Sogn med Tibirke Kirke. Byerne Vejby, Vejby Strand, Ørby, Tibirke, Tisvilde, Holløse og Holløselund var en del af kommunen.
Det nurværende Gribskov Lægecenter (Lundehuset), der blev opført i 1962 fungerede oprindligt som kommunens administrationsbygning
Da man vidste at kommunesammenlægningen i 1970 var undervejs, valgte en række borgere i Vejby-Tibirke i 1966, at starte et selskab, kaldet for Vejby-Tibirke Selskabet, der skulle varetage Vejby-Tibirkes særgpræg og indsamle kunst, litteratur og minder om egnen. Da man frygtede at man ville få svært ved at varetage Vejby-Tibirkes interesser i den kommende storkommune Helsinge. Dette fremgår af Vejby-Tibirke Selskabets første årbog "Vejby-Tibirke årbog 1966-67"
Vejby-Tibirke Selskabet eksisterer stadig den dag i dag, og udgiver fortsat hvert år en ny årbog om egnens historie

## Sognerådsvalg
| 3 | 4 | 2 |

| 9 |

| 2 | 2 | 5 |

| 9 |

| 1 | 8 |

| 9 |

| 9 |

| 9 |

| 2 | 2 | 2 | 3 |

| 9 |

| 2 | 2 | 5 |

| 9 |

| 1 | 6 |

| 7 |

| 2 | 3 | 2 | 2 |

| 9 |

| 2 | 3 | 2 | 2 |

| 9 |

| 2 | 2 | 2 | 3 |

| 9 |

| 2 | 2 | 2 | 3 |

| 9 |

| 3 | 1 | 1 | 3 | 1 |

| 9 |

| 2 | 1 | 4 | 2 |

| 9 |

| 2 | 1 | 1 | 2 | 3 |

| 9 |

| 1 | 1 | 2 | 2 | 3 |

| 9 |

kilde Danmarks Statistik

## Nabokommuner
- Helsinge-Valby Sognekommune
- Ramløse-Annise Sognekommune
- Melby Sognekommune
- Kregme-Vinderød sognekommune
- Blistrup sognekommune